# Mittellateinische Literatur
Mittellateinische Literatur ist die gängige Bezeichnung für die Gesamtheit der im Mittelalter entstandenen Literatur in lateinischer Sprache. Das für ihre philologische Erforschung zuständige Fach heißt "Lateinische Philologie des Mittelalters". Die ersten zur mittellateinischen Literatur gezählten Werke entstanden im 6. Jahrhundert. Auf die Epoche der mittelalterlichen Latinität folgte diejenige des Renaissance-Humanismus, der sich in Italien in der ersten Hälfte des 14. Jahrhunderts formte und sich in der Folgezeit in anderen Teilen Europas mit unterschiedlicher Geschwindigkeit und Intensität ausbreitete. Die Literatur des Renaissance-Humanismus gehört zur neulateinischen Literatur. Werke von Humanisten werden daher auch dann, wenn sie schon in der ersten Hälfte des 14. Jahrhunderts entstanden, nicht zur mittellateinischen Literatur gezählt. Andererseits wurden noch im 15. Jahrhundert mittellateinische Werke geschaffen, insbesondere religiöse Dichtung. Im Spätmittelalter bestanden somit über einen langen Zeitraum mittellateinische und neulateinische Literatur nebeneinander.
Im Mittelalter verständigten sich in Europa mit Ausnahme des zum byzantinischen Kulturraum zählenden bzw. von ihm geprägten Ostens sowie der unter muslimischer Herrschaft stehenden Teile der Iberischen Halbinsel alle Gebildeten auf Lateinisch. Latein war die Sprache des Unterrichts, der Literatur und Wissenschaft, des Rechts, der Verwaltung und der Diplomatie. Insbesondere war es auch die Sprache der katholischen Kirche, welche die Verwendung anderer Sprachen im Gottesdienst außer für die Predigt nicht duldete.

## Begriff

### Sprachliche Abgrenzung
Ein Hauptmerkmal der lateinischen Literatur des Mittelalters ist der Umstand, dass das mittelalterliche Latein im Gegensatz zum antiken keine Volkssprache war. Es wurde nirgends mehr als Muttersprache gelernt, sondern jeder Lateinkundige hatte es sich erst im Schulunterricht angeeignet. Daher gab es keine Sprachgemeinschaft im herkömmlichen Sinne mehr, sondern das Lateinische war ausschließlich die Sprache einer gebildeten Schicht, deren Angehörige nicht durch ihre Abstammung, sondern nur durch ihre Zugehörigkeit zur lateinischen Kulturtradition verbunden waren. Zwar wurde Latein von den Gebildeten nicht nur geschrieben, sondern auch gesprochen und war insofern keine "tote" Sprache, doch fehlte das Korrektiv, das in einer "lebendigen" Volkssprache von der Gemeinschaft der lebenden Muttersprachler gebildet wird.
Daher sind die Bezeichnungen "mittellateinische Sprache" und "mittellateinische Literatur" etwas problematisch; es handelt sich nicht um eine neue Sprachform oder Sprachstufe, die sich anhand ihrer Morphologie oder Syntax von der antiken Latinität abgrenzen ließe. Als Sprachform unterscheidet sich das Mittellatein in keiner Hinsicht vom antiken Spätlatein, das als Sprache der antiken Kirchenväter und der lateinischen Bibelübersetzungen im Mittelalter stets präsent blieb und den Sprachgebrauch tiefgreifend prägte. Das kirchliche Spätlatein, das bruchlos ins Mittellatein überging, lässt sich zwar durch eine Vielzahl spezifisch christlicher Begriffe von der Sprache der spätantiken Nichtchristen abgrenzen, aber kaum durch grammatische Eigentümlichkeiten, von denen es nur sehr wenige aufwies.
Eine sprachliche Abgrenzung zur neulateinischen Literatur der Humanisten ergibt sich daraus, dass die Humanisten ihren Wortschatz strikt auf Wörter beschränkten, die sie bei den als vorbildlich geltenden antiken Autoren fanden. Sie beseitigten alle Neubildungen und Bedeutungsänderungen (Neologismen) des Mittelalters und alle unantiken Ausdrucksweisen, insbesondere diejenigen der Scholastik, die sie für barbarisch hielten. So wurde beispielsweise das im Mittelalter gebräuchliche Wort papa (Papst) konsequent durch den antiken Titel Pontifex maximus ersetzt.

### Zeitliche Abgrenzung
Die Frage der zeitlichen Abgrenzung gegenüber Antike und Renaissance aus philologischer Sicht überschneidet sich mit der von Historikern diskutierten Frage nach dem Ende der Antike bzw. dem Ende des Mittelalters. Ein zentraler Gesichtspunkt ist dabei für die Literaturwissenschaft der Einschnitt, den eine Bewusstseinsänderung der damals lebenden Autoren markiert. In diesem Sinne meint der Mittellateiner Franz Brunhölzl, man dürfe den Beginn der mittellateinischen Literatur dort ansetzen, "wo für ihre Zeit repräsentative oder charakteristische Autoren ... zu erkennen geben, daß sie die Antike und die patristische Zeit als eine vergangene Epoche ansehen und sich selbst als einer neuen Zeit zugehörig betrachten". Diese Zäsur setzt Brunhölzl zwischen Boëthius und Cassiodor an. Boëthius († 524/526), der sich als Römer im antiken Sinn betrachtete, sei seiner Mentalität nach noch ganz der Spätantike zugehörig, Cassiodor († nach 580) habe den Schritt in ein neues Zeitalter getan und könne als erster mittelalterlicher Schriftsteller betrachtet werden. Das Ende der mittelalterlichen Latinität sei dort zu sehen, "wo die Schriftsteller sich von der mittelalterlichen Bildungswelt ... bewußt distanzieren und sich als Träger einer neuen Geisteshaltung fühlen". Dieser mehr als anderthalb Jahrhunderte dauernde Prozess sei erst mit dem Ende des 15. Jahrhunderts abgeschlossen gewesen. Im Spätmittelalter ist für die Abgrenzung zwischen Mittellatein und humanistischem Neulatein, die im 14. und 15. Jahrhundert nebeneinander bestanden, nicht die Lebenszeit eines Autors maßgeblich, sondern die Frage, ob er seiner Einstellung nach bereits zum Humanismus zu zählen ist.

### Räumliche Abgrenzung
Räumlich ist der Bereich, in dem mittellateinische Literatur entstand, mit dem Gebiet der lateinischsprachigen, der Autorität des Papsttums unterstellten Kirche identisch, wobei im Frühmittelalter ein Teil dieses Gebiets von den Reichen damals noch arianischer Völker eingenommen wurde, in denen das Lateinische ebenfalls Bildungs- und Verwaltungssprache war. Die Ausdehnung dieses Raums entsprach am Anfang der Epoche der mittellateinischen Literatur ungefähr derjenigen des untergegangenen Weströmischen Reichs; hinzugekommen war Irland, dessen Christianisierung im 5. Jahrhundert begonnen hatte. Im Lauf des Hochmittelalters wurden schrittweise die neu christianisierten Gebiete Mittel-, Ost- und Nordeuropas einbezogen, in denen mit der Einführung der kirchlichen Organisation und des lateinischen Gottesdienstes das Mittellatein Einzug hielt. In Deutschland vollzog sich dies großenteils in der Zeit der Karolinger, in Böhmen ab der Mitte des 9. Jahrhunderts, in Mähren und Polen im 10. Jahrhundert, in Ungarn im 11. Jahrhundert. Die Eingliederung Skandinaviens war erst gegen Ende des 11. Jahrhunderts abgeschlossen. Nordafrika schied infolge der islamischen Eroberung im Lauf des 7. Jahrhunderts völlig aus; auf der Iberischen Halbinsel hingegen gab es auch in den muslimischer Herrschaft unterstehenden Gebieten weiterhin eine von den Christen gepflegte lateinische Literatur. Im Nahen Osten gehörten die Kreuzfahrerstaaten, die dort im 12. und 13. Jahrhundert bestanden, ebenfalls zur lateinischen Welt.

### Stoffliche Abgrenzung
Im Mittelalter wurde nicht klar zwischen sachbezogenem Schrifttum und "schöner" Literatur (Belletristik) unterschieden; die Übergänge zwischen literarischen Texten und Gebrauchstexten waren fließend. Oft wurden auch Schriften, die ihrem Inhalt nach reine Fachliteratur sind, unter Anwendung literarischer Kunstmittel gestaltet. In allen Bereichen der Schriftlichkeit gab es Werke, deren Verfasser einen mehr oder weniger deutlich erkennbaren literarischen Anspruch erhoben; zahlreiche Autoren waren einerseits Dichter oder schrieben Unterhaltungsliteratur und betätigten sich andererseits auch als Fachschriftsteller. Daher ist für das mittellateinische Schrifttum die Abgrenzung des Stoffs, mit dem sich die Literaturwissenschaft zu befassen hat, in manchen Fällen nicht einfach. Das Kriterium im Einzelfall ist, ob ein Bemühen des betreffenden Autors um literarische Gestaltung zumindest ansatzweise erkennbar ist oder nicht.

## Einflüsse

### Antikes Erbe
Die lateinische Literatur des Mittelalters führte trotz mancherlei Veränderungen und Einschnitten die Traditionen der spätantiken lateinischen Literatur fort. Manche antike Werke wurden weiterhin gelesen, auch im Schulunterricht, und galten als vorbildlich, darunter besonders die Werke Vergils. Dies ging so weit, dass neue Texte nur aus Zitaten etwa aus Vergils Aeneis zusammengesetzt wurden, ein sogenanntes Cento. Schriftsteller übten sich in der Nachahmung antiker Vorbilder, lateinisch imitatio genannt. Mit fortschreitender Ausbreitung der Schriftlichkeit und der literarischen Produktion trat daneben ein weiteres Ziel in den Vordergrund, nämlich die antiken Vorbilder zu übertreffen, unmittelbar mit ihnen in Wettbewerb (lateinisch aemulatio genannt) zu treten.
Im Laufe des Mittelalters wurden zudem immer wieder vorher kaum bekannte Texte aus der Antike aufgefunden, kopiert und verbreitet. Die zunehmende Materialkenntnis konnte auch zu Rückbesinnungen auf inhaltliche und methodische Optionen führen, auch bereits bevor die Renaissance derartige Rückgriffe propagierte.

### Volkssprachliche Einflüsse
Besonders auffällig war der Wechsel von der antiken quantitierenden Metrik zur akzentuierenden Dichtung, in der nicht mehr der Wechsel von langen und kurzen Silben, sondern der vom Akzent abhängige Rhythmus den Versbau bestimmte. Diese neue Form der Dichtung, die in der antiken Literatur noch unbekannt war, trat neben die weiterhin nach antikem Vorbild gepflegte metrische Dichtung, ohne diese ganz zu verdrängen. Beim Entstehen der akzentuierenden Dichtung haben volkssprachliche Einflüsse eine Rolle gespielt. Insbesondere die vordringenden germanischen Sprachen wiesen alle einen ausgeprägten Wortakzent auf. Wohl ebenfalls auf volkssprachliche Einflüsse dürfte das Aufkommen des Endreims zurückzuführen sein, der in der antiken Dichtung fast völlig fehlt. Sicher auf Volkssprachen geht ferner die Assonanz zurück.
Neben sprachlichen Einflüssen kamen auch neue Themen aus dem volkssprachlichen Bereich. Beispielsweise wurde der bekannte Sonnengesang des Franz von Assisi kurz nach seiner Abfassung auf Italienisch auch in einer lateinischen Übersetzung verbreitet. Die lateinische Literatur beeinflusste nicht nur die volkssprachlichen Literaturen, sondern diese wirkten auch auf die lateinische Literatur ihrer Zeit ein. Gegen Ende des Mittelalters wurden immer mehr Werke sowohl lateinisch als auch in volkssprachlichen Fassungen verbreitet.

## Themen und Gattungen

### Geistliche Werke
Ein wesentlicher Träger der literarischen Kontinuität zwischen Antike und Mittelalter war die Kirche. Sie brachte eine umfangreiche Literatur verschiedener Art hervor: Neben theologischen Werken entstanden liturgische, kirchenrechtliche und viele weitere Gattungen von Schriften. Als besonders fruchtbar erwies sich die biographische und hagiographische Tradition, die neben zahlreichen Heiligenleben auch Bischofs- und Abtsbiographien hervorbrachte. Ein typisch mittelalterliches Phänomen ist die Visionsliteratur, die in Dantes Divina commedia gipfelt.
Aus der Antike übernommen wurde die Produktion von theologischen Werken verschiedener Art, so der Kommentar zu biblischen Schriften und die theologische Monographie, aber auch die Formulierung von Bekenntnissen. Daneben entstanden früh auch geistliche Dichtungen, die neue Gattungen hervorbrachten wie die Sequenz, das geistliche Kirchenlied wie etwa den Hoquetus, die Antiphon und andere mehr. Die Produktion von Hymnen erreichte ihren Höchststand.
Im Hochmittelalter entstand das Kirchenrecht, das umfangreiche rechtliche Literaturschöpfungen wie das Corpus Iuris Canonici mit zugehörigen Kommentaren hervorbrachte.
Aus dem Schul- und Universitätsbetrieb gingen neue Gattungen wie die Sentenzen, Sentenzen-Kommentare, die Summen (bekannt sind vor allem die Summe der Theologie und die Summe gegen die Heiden des Thomas von Aquin), Altercationsliteratur (Streitgespräche, etwa zwischen Juden und Christen) und Abhandlungen (tractatus) hervor. Später entstand auch die dissertatio als Vorläufer der heute noch gepflegten Dissertation.

### Weltliches Schrifttum
Die geistliche Literatur eilte in ihrer Entwicklung der weltlichen etwas voraus und beeinflusste sie. In karolingischer Zeit und verstärkt ab dem Hochmittelalter entstanden zahlreiche weltliche Dichtungen, so Freundschaftsdichtung, Epitaphien, Liebeslieder, Trinklieder oder Spottgedichte, Rätsel und Fabeln. Oft schufen dieselben Autoren sowohl geistliche als auch weltliche Dichtungen. Eine zeittypische Erscheinung war dabei die Unterlegung einer bestehenden Melodie mit einem neuen Text, meist wurde ein geistliches Lied mit einem weltlichen Text unterlegt oder umgekehrt. Dieses Vorgehen wird als Kontrafaktur bezeichnet.
Wie in der Kirche entstanden auch weltliche Gesetzeskorpora. Vor allem wirkte die Wiederentdeckung des römischen Rechts befruchtend und führte zur Ausbildung der Legistik an den juristischen Fakultäten. Dort entstanden Glossen, Kommentare und juristische Abhandlungen.
Zur Masse des Fachschrifttums gehören Grammatiken und Wörterbücher sowie Lehrbücher der Rhetorik und Metrik, Dialektik, Geometrie, Arithmetik, Astronomie und Computistik (Zeitrechnung), Philosophie und der Naturwissenschaften. Neben wissenschaftlicher Prosa existierte weiterhin die Gattung des Lehrgedichts.
Die Epik wurde ebenfalls weiter gepflegt, insbesondere das historische Epos. Als weitere Gattungen der Historiographie  traten früh hinzu die Annalistik, Chronistik und die weltliche Biographie (besonders Herrscherbiographien).
Drama und geistliches Spiel treten seit dem 10. Jahrhundert (Hrotswith von Gandersheim) in Erscheinung.
Wie schon in der antiken Literatur ist der Roman in der mittelalterlichen lateinischen Literatur selten. Der erste frei erfundene Roman des Mittelalters ist der Ruodlieb, ein lateinisches Versepos des 11. Jahrhunderts.